# 楠小十郎
楠 小十郎（くすのき こじゅうろう、弘化4年（1847年）頃? - 文久3年9月26日（1863年11月7日））は、新選組隊士。美男五人衆の1人。
京都出身。久留米藩・真木保臣の命で間者（スパイ）として入隊したとされる。若々しく目がぱっちりした色白下ぶくれの顔で、女のように優しい声をしていたといわれる。
真木和泉の「文久癸亥日記」に「十七日、晴れ。(中略)夜、楠十来たる」との記述があり、これが楠の事ではないかと考える研究者もいる。
文久3年（1863年）、濃霧の朝4つ時（10時頃）、新選組屯所の1つとして使われていた前川邸の門前でぼんやりしていたところを近藤勇より命を受けた原田左之助に背後から斬りつけられ、水菜畑まで逃れるが倒れて死亡した。なお、その光景を八木家次男・為三郎が目撃していたという。